# Mainardi-Codazzi-Gleichungen
Die Mainardi-Codazzi-Gleichungen, benannt nach den italienischen Mathematikern Gaspare Mainardi und Delfino Codazzi, sind Formeln der klassischen Differentialgeometrie, die sich auf Flächen im dreidimensionalen Raum ({\displaystyle \mathbb {R} ^{3}}) beziehen. Sie beschreiben einen Zusammenhang zwischen den Koeffizienten {\displaystyle L}, {\displaystyle M}, {\displaystyle N} der zweiten Fundamentalform, deren partiellen Ableitungen nach den zur Beschreibung der Fläche verwendeten Parametern {\displaystyle u} und {\displaystyle v} sowie den Christoffelsymbolen {\displaystyle \Gamma _{jk}^{i}}. Diese Gleichungen sind auch notwendige Integrabilitätsbedingungen für die Gauß-Weingarten-Gleichungen.
{\displaystyle L_{v}-M_{u}=L\,\Gamma _{12}^{1}+M(\Gamma _{12}^{2}-\Gamma _{11}^{1})-N\,\Gamma _{11}^{2}}
{\displaystyle M_{v}-N_{u}=L\,\Gamma _{22}^{1}+M(\Gamma _{22}^{2}-\Gamma _{12}^{1})-N\,\Gamma _{12}^{2}}